# Розендаль, Хайде
Хайдемари Эккер-Розендаль (нем. Heidemarie Ecker-Rosendahl; род. 14 февраля 1947, Хюккесваген, Германия) — немецкая легкоатлетка, двукратная чемпионка летних Олимпийских игр 1972 года, чемпионка Европы 1971 года.

## Биография

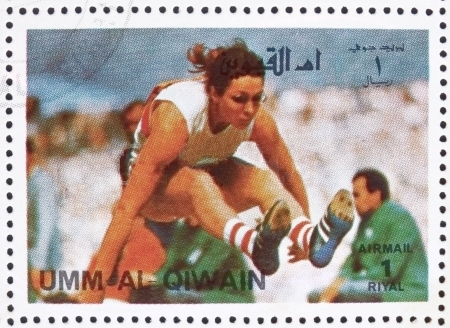
Почтовая марка Кувейта с Розендаль, 1972 год

Хайдемари Розендаль родилась в 1947 году в Хюккесвагене в семье метателя диска, трёхкратного чемпиона Германии Хейнца Розендаля. В 1963 году она победила на молодежном чемпионате Германии по прыжкам в длину и пятиборью.
На чемпионате Европы по лёгкой атлетике 1966 года в Будапеште Розендаль завоевала серебряную медаль в пятиборье, уступив представительнице СССР Валентине Тихомировой. Розендаль принимала участие в летних Олимпийских играх 1968 года в Мехико, но не заняла призовых мест.
В 1970 году Розендаль победила в прыжке в длину на Универсиаде, при этом побив мировой рекорд с результатом 6,84 м. На чемпионате Европы по лёгкой атлетике 1971 года в Хельсинки Розендаль победила в пятиборье и заняла третье место в прыжке в длину. Тогда же она победила в прыжке в длину на чемпионате Европы по лёгкой атлетике в помещении в Софии с результатом 6,64 м.
На летних Олимпийских играх 1972 года в Мюнхене Розендаль победила в прыжках в длину с результатом 6,78 м и в эстафете 4×100 метров в составе сборной ФРГ. При этом немки установили новый мировой рекорд 42,81 с. Розендаль также завоевала серебряную медаль в пятиборье, уступив британке Мэри Питерс.
За свою карьеру Розендаль была 43 раза чемпионкой Германии и установила 42 национальных рекорда. В 1970 и 1972 годах она была удостоена титула Спортсменки года Германии. В 1972 году молодёжный журнал Bravo наградил спортсменку премией Bravo Otto. В 2008 году она была удостоена офицерского креста ордена «За заслуги перед Федеративной Республикой Германия». В 2011 году Розендаль была включена в Зал славы немецкого спорта.
В 1969 году Розендаль окончила тренерское образование в Кёльне. В 1973 году она завершила спортивную карьеру. С 1976 по 1990 год работала тренером по лёгкой атлетике в Немецкой легкоатлетической ассоциации. С 1993 по 2001 года Эккер-Розендаль была членом президиума Немецкой легкоатлетической ассоциации, в том числе вице-президентом в 1997—2001 годах. Член Национального олимпийского комитета Германии в 2002 году.

### Личная жизнь
В 1974 году Розендаль вышла замуж за американского баскетболиста Джона Эккера, трёхкратного чемпиона Мужского баскетбольного турнира первого дивизиона NCAA в составе команды «УКЛА Брюинз». В 1975 году они переехали в Леверкузен. В браке родились сыновья Дэвид (род. 1975) и Денни (род.1977). Денни стал прыгуном с шестом, чемпионом Европы 2007 года.